# Langur de Phayre
El langur de Phayre (Trachypithecus phayrei) és una espècie de primat de la família dels cercopitècids. Viu a l'est de Bangladesh, el sud-oest de la Xina, el nord-est de l'Índia, Laos, Myanmar, Tailàndia i el Vietnam. El seu hàbitat natural són els boscos perennes i semiperennes primaris i boscos secundaris, els boscos caducifolis humits mixtos i zones amb bambú. A vegades s'apropa a les plantacions de te. Està amenaçat per la caça i la destrucció d'hàbitat.